# Antiga adoberia Josep Aguilera
L'antiga adoberia Josep Aguilera, situada a la baixada de Sant Nicolau, 1-3 d'Igualada (Anoia), està inclosa a l'Inventari del Patrimoni Arquitectònic de Catalunya.

## Descripció
És una nau industrial construïda adequant-se a la rasant del carrer. Això comporta que una zona només tingui una planta i una altra, la segona, tingui planta i pis.
En la segona, força treballada, s'utilitzà el maó com únic element decoratiu tant en les obertures com en els pilastres que separen els grups d'obertures. La façana s'acaba amb una barana també de maó i és combinada amb ferro.

## Història
Obra promoguda per Josep Aguilera i Abad.